# SJ T (III)
Die schwedische Baureihe SJ T (III) waren Schlepptender-Dampflokomotiven der Sveriges Statsbanor. Die Baureihe war für schwere Züge im Personen- und Güterzugverkehr vorgesehen.

## Geschichte
Infolge der Auslastung bei den schwedischen und anderen europäischen Lokomotivherstellern bestellten Sveriges Statsbanor 1899 zehn Schlepptenderlokomotiven der Achsfolge 2'C bei Richmond Locomotive Works in Richmond in den Vereinigten Staaten. Die Lokomotiven wurden in
amerikanischer Bauweise in nur sieben Monaten mit einem konischen Dampfkessel und einer Verbundeinrichtung nach Carl J. Mellin gebaut. Diese hatten Außenzylinder und Gleitschienen nach dem System Stephenson.

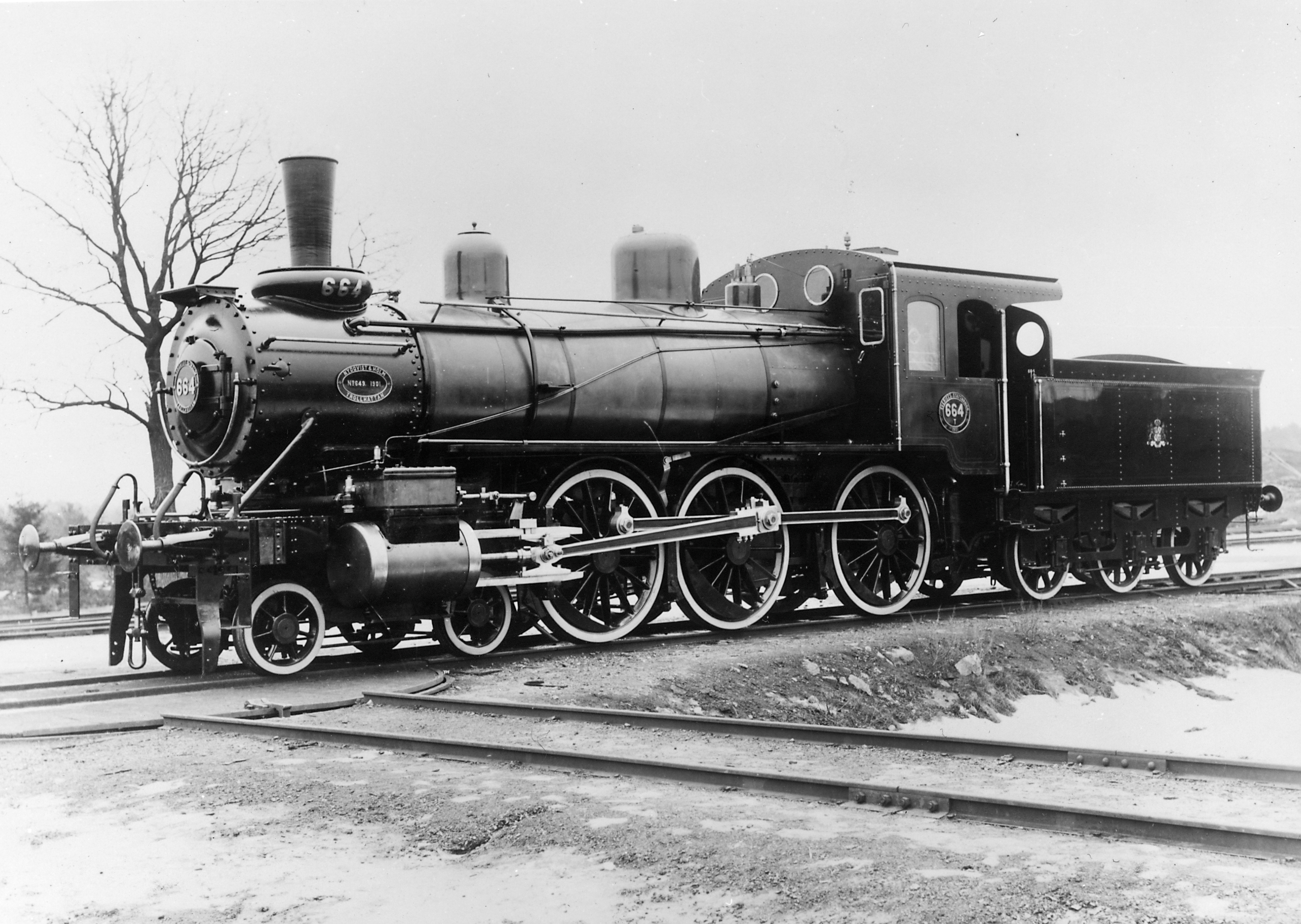
T 664 von Nohab (1901)

In den schwedischen Werkstätten Nydqvist och Holm und Motala Verkstad wurden 1901–1905 weitere 43 Lokomotiven dieses Typs gebaut, wobei der Dampfkessel beibehalten wurde, jedoch ein höherer Dampfdruck und der C-Tender verwendet wurden.

## SJ Ta

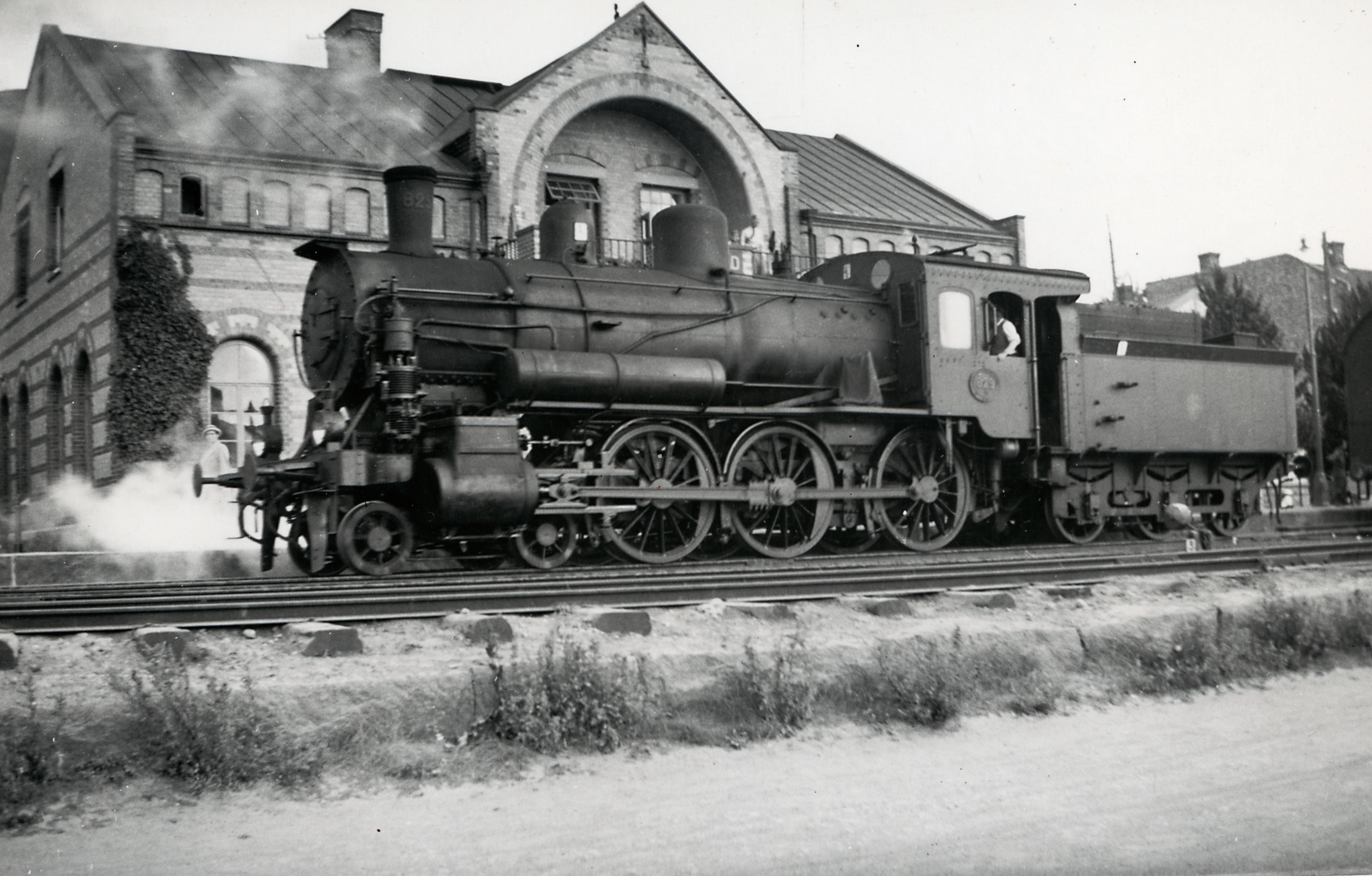
Ta 829 in Strömstad (1935)

1905 wurde die Baureihenbezeichnung nunmehr durch Statens Järnvägar in Ta geändert, nachdem eine neue Variante als Baureihe Tb mit einem in Schweden konstruierten Dampfkessel gebaut wurde. Alle Betriebsnummern wurden unverändert übernommen.
In den 1920er Jahren wurden die konischen gegen zylindrische Kessel ausgetauscht. Damit hatten die Lokomotiven die gleiche Leistung wie die Tb-Lokomotiven.
Die Lokomotiven der Reihe Ta wurden mit Schnell- und Personenzügen sowie im Güterzugbetrieb auf den Hauptstrecken eingesetzt. Da es sich um Nassdampflokomotiven handelte, waren sie trotz des Verbundbetriebs nie besonders wirtschaftlich. Die meisten Lokomotiven wurden zwischen 1927 und 1942 ausgemustert und in Malmö, Vislanda und Örebro verschrottet.
Es blieben die vier Lokomotiven Ta 758 und Ta 824–826 übrig, die 1942 wieder die ursprüngliche Baureihenbezeichnung T erhielten. 1952 wurden diese mit den Lokomotiven der Baureihen T und T2 zu einer neuen Reihe B5 zusammengeführt.

## VR Hr2
Nach dem Ausbruch des Fortsetzungskrieges litt Finnland unter starkem Mangel an Lokomotiven. 1941 wurden von Valtionrautatiet 20 abgestellte Lokomotiven der Baureihen Ta und Tb von Statens Järnvägar gekauft, die nicht fahrbereit waren, darunter sieben Ta-Lokomotiven. Zwölf Lokomotiven hatten eine Kupferfeuerbüchse und Finnland musste Schweden eine entsprechenden Menge Kupfer liefern. Schweden hat diese für den schwedischen Linksverkehr ausgestatteten Lokomotiven nach dem Verkauf umgebaut, um sie an die finnischen Anforderungen anzupassen. Neben der Änderung der Spurweite auf Breitspur mit 1524 mm waren dies unter anderem der Umbau der Bedienelemente des Lokführers auf die rechte Seite sowie der Einbau von Druckluftbremsen.
Ursprünglich sollten die Lokomotiven mit den Tb-Lokomotiven gemeinsam in die Baureihe H11 eingereiht werden. Die sieben Ta-Lokomotiven erhielten dann jedoch in dem ab 1942 gültigen Nummernplan die Baureihenbezeichnung Hr2 und die Betriebsnummern 1900–1906. Dies waren die ehemaligen Ta 784, 665, 829, 705, 711, 706 und 662.
Valtionrautatiet nahm sie 1942 in Betrieb, die ersten Standorte waren Sortavala, Äänislinna und Tampere, später Riihimäki, Karjaa und Turku. Die Lokomotiven wurden zwischen 1950 und 1953 abgestellt und in Hyvinkää verschrottet.